# All Star Cheer Squad
All Star Cheer Squad é um jogo musical de video game estilo ritmo desenvolvido pela Gorilla Systems Corp para o Nintendo Wii e Nintendo DS. Foi lançado em 27 de outubro de 2008. A versão do Wii faz uso adicional do Balance Board.
O jogo é o primeiro título criado especificamente para as meninas da THQ.

## O jogo
O jogo mostra um ano em uma vida de líder de torcida enquanto elas aprendem novos passos, participando e criando suas próprias rotinas para fazer com que o grupo se torne campeão, e pos sua vez a personagem do jogador se torne a capitão do grupo.
No Wii, o Wii Remote e o Nunchuk, junto com o Balance Board podem ser usados nas manobras e nas danças.

## Modos
- Singleplayer: Existem dois modos distintos, o Quick play e o Carreer Mode. No modo carreira encontra-se a história do jogo. Onde os jogadores escolhem as configurações dos seus personagens, o jogador é apresentado ao grupo de líderes de torcida, onde começa como iniciante. O jogador deve aumentar seu nível em rumo de se tornar o capitão do grupo. Ao decorrer dos desafios, novos itens são desbloqueados. O modo Quickplay é disponibilizado por tutoriais onde os jogadores treinam desde os movimentos mais básicos até os mais avançados.
- Multiplayer: O jogo suporta de 2 a 4 jogadores em ambos modos cooperativos e competitivos. Os jogadores se juntam em grupos para conseguir as maiores pontuações possíveis nos diferentes níveis de desafios.

## Ligações Externas
- Página do jogo no playTHQ (em inglês)
- Ficha do jogo no GameStart[ligação inativa]